# Heteromysis bredini
Heteromysis bredini är en kräftdjursart som beskrevs av Brattegard 1970. Heteromysis bredini ingår i släktet Heteromysis och familjen Mysidae. Inga underarter finns listade i Catalogue of Life.